# Stare Gronowo
Stare Gronowo (dawniej: niem. Grunau, a także: 1349 Grymowo, 1432 Grunau, 1601 Gronowo, 1653 Grunowo) – wieś w Polsce, położona w województwie pomorskim, w powiecie człuchowskim, w gminie Debrzno.
30 stycznia 1370 przebywający w Bydgoszczy Kazimierz Wielki nadał na prawie chełmińskim 80 łanów we wsi Andrzejowi z Tucholi, a ponadto nadał miejscowemu proboszczowi 4 łany na uprawy i 2 na pastwisko.
W latach 1945–54 siedziba gminy Stare Gronowo. W latach 1975–1998 miejscowość administracyjnie należała do województwa słupskiego.

## Integralne części wsi
| SIMC    | Nazwa  | Rodzaj    |
| ------- | ------ | --------- |
| 0743853 | Poręba | część wsi |

## Zabytki
Według rejestru zabytków NID na listę zabytków wpisany jest zespół dworski z połowy XIX w., nr rej.: A-616 z 3.08.1966: dwór i park.